# Jean Boucher
Jean Boucher (Bourges, 1578 circa – Bourges, 1633) è stato un pittore francese.

## Biografia
Non abbiamo notizie riguardo la sua formazione. Nel 1596, si recò in Italia a Roma e a Firenze, prima di tornare a Bourges nel 1600. Questo soggiorno gli permise di familiarizzare con uno stile naturalistico e classicista. Visitò Fontainebleau nel 1602 e vi realizzò disegni di Raffaello.
Si stabilì definitivamente a Bourges nel 1604. Nel corso della sua vita ricevette diverse commissioni, tra cui una serie di ritratti di Enrico IV per la città di Bourges nel 1605, e le decorazioni per il castello di Montrond nel 1606. Nel 1621, entro nel suo atelier il giovane Pierre Mignard. Fu probabilmente mentore anche di Nicolas Mignard
Venne sepolto nella chiesa di Saint-Bonnet di Bourges. 

## Opere
- Maddalena in estasi, 1604, Bourges, musée du Berry.
- Adorazione dei pastori, 1610, Bourges, Cattedrale di Santo Stefano.
- Assunzione, 1614, Montluçon, chiesa di Notre-Dame.
- Adorazione dei Magi, 1617, Plounez, chiesa di San Pietro.
- Apostoli, 1618, Digione, musée des Beaux-Arts.
- La Lamentazione sul Cristo morto, 1618, Poitiers, Cattedrale di San Pietro.
- Presentazione al tempio, 1620, Digione, musée national Magnin.
- La Lamentazione di Cristo, 1621, Angers, Cattedrale di Saint-Maurice
- Adorazione dei Magi, 1622, Bourges, museo del Berry [1]
- L'adorazione dei pastori, 1626, Villeloin-Coulangé, chiesa di Saint-Michel.[2]
- Madonna con bambino, 1627, Blois, Museo di Belle Arti.
- Cristo in croce, 1629, Mehun-sur-Yèvre.[3]
- Amore vincitore, Bourges, musée du Berry
- Nathanael presentato a Cristo da San Filippo, Bourges, museo du Berry[4]
- Sant'Anna con la Vergine e San Gioacchino
- San Sebastián, Bourges, musée du Berry
- trittico: Jean Boucher e sua madre in adorazione a San Giovanni Battista, Bourges, musée du Berry.
- Sacra Famiglia, chiesa di Louvigny (Sarthe)[5]
- Satiro e baccante, sanguigna e gesso su carta beige, 17,0 x 21,6 cm, firmato Boucher Me fecit Romae/ 1600, Accademia di Belle Arti di Parigi.[6]

## Galleria d'immagini

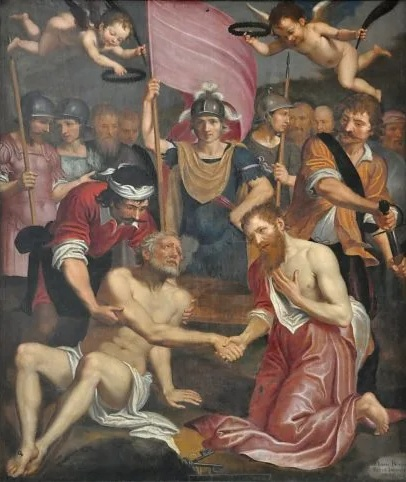
Les Adieux de saint Pierre et saint Paul, 1630, Bourges, chiesa di Saint-Bonnet
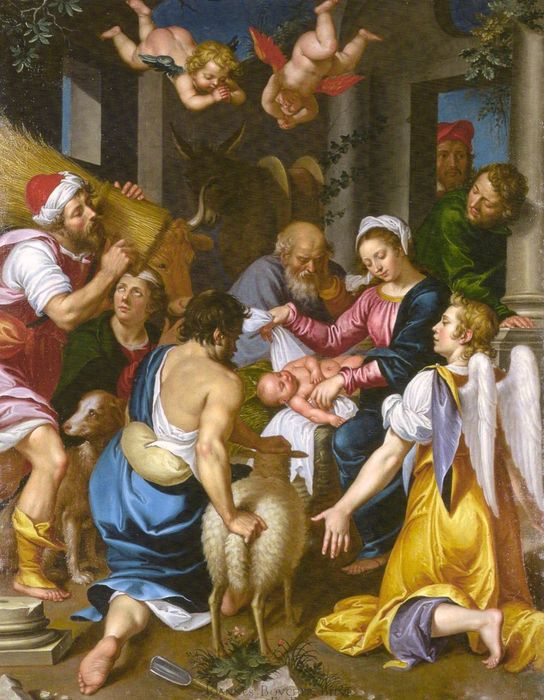
Natività, 1610, Cattedrale di Bourges
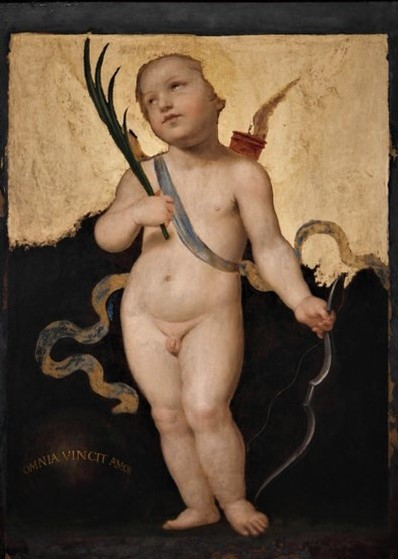
Amore vincitore, olio su tavola, Bourges, musée du Berry